# شهرستان کافمن (تگزاس)

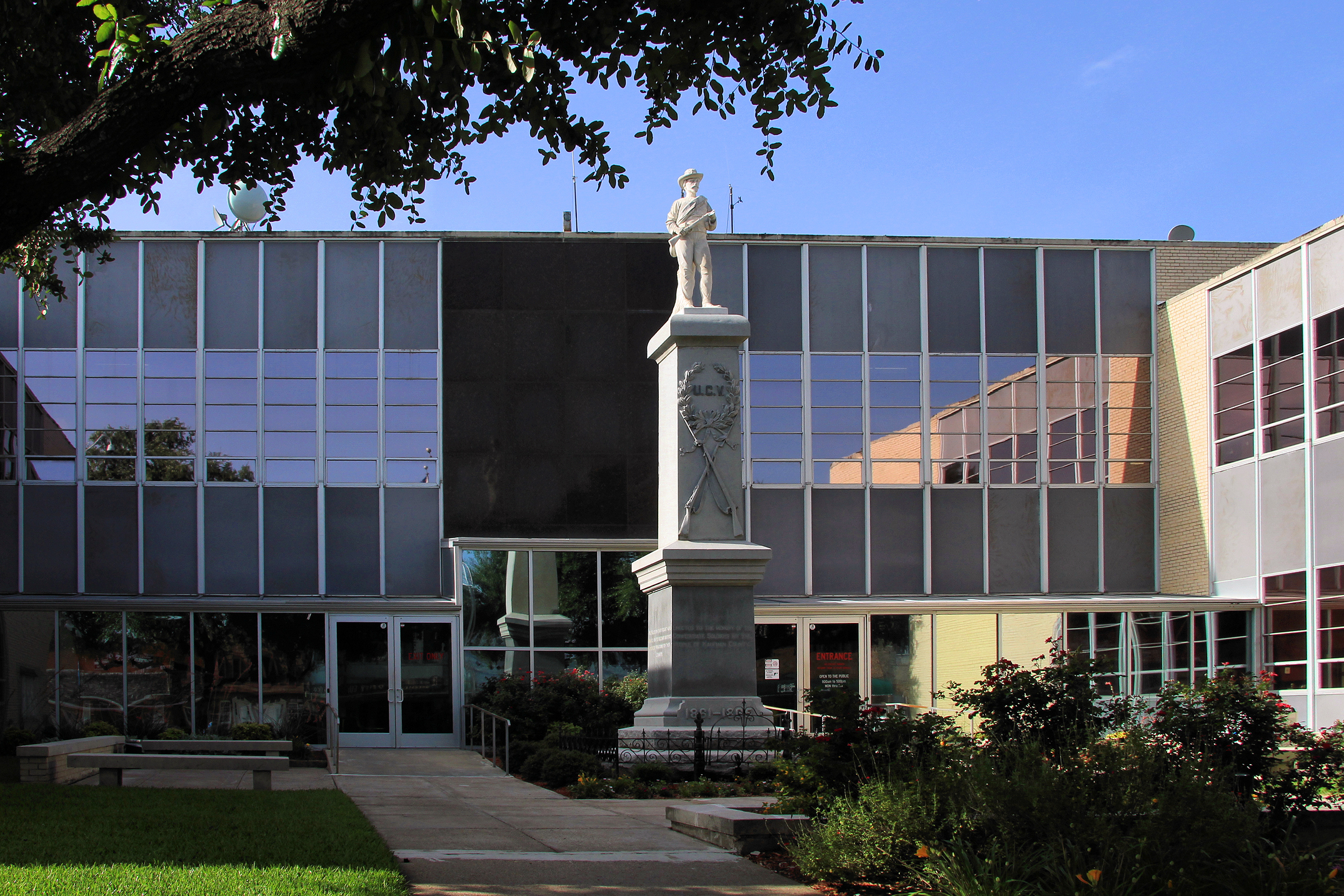
نمایی از دادگستری شهرستان کافمن در تگزاس، ایالات متحده - ۲۰۱۴

شهرستان کافمن در ایالت تگزاس آمریکا قرار دارد. بر اساس امار سال ۲۰۱۰، جمعیت این شهرستان برابر است با ۱۰۳.۳۵۰ نفر. همچنین مساحت آن چیزی معادل ۲.۰۹۰ کیلیومتر مربع است که از ان ۳.۳٪ ان را پهنه‌های آبی تشکیل می‌دهد.
شهرستان کافمن در منطقه شمال غربی تگزاس قرار دارد.

## پیوند
وب‌گاه رسمی